# Principio di esaurimento comunitario
Il principio di esaurimento comunitario è un principio giuridico generale previsto dal diritto dell'Unione Europea nell'ambito dei diritti di proprietà industriale.

## Descrizione concettuale
Secondo tale principio, una volta messo in commercio un bene nel territorio dell'Unione europea, il titolare di uno o più diritti di proprietà industriale su quel bene specifico perde le relative facoltà di privativa.  Il principio di esaurimento ha efficacia solamente nel caso in cui l'immissione del bene nel commercio sia effettuata direttamente dal titolare del diritto, o comunque nel caso in cui essa avvenga con il suo consenso (per esempio tramite un licenziatario).
Per effetto dell'esaurimento il diritto del titolare non si esaurisce in maniera assoluta, ma soltanto su quel bene specifico, inteso come esemplare del suo prodotto, che sia stato immesso in commercio.
Tale principio si occupa di mediare tra due interessi tutelati nella Comunità europea e, in genere, contrapposti:
- l'esclusività dei diritti di proprietà industriale e intellettuale
- la libera circolazione dei beni e dei servizi.

## Finalità
Il principio di esaurimento comunitario permette di evitare che l'esclusività dei diritti, nell'ipotesi del suo massimo sfruttamento, possa generare una divisione territoriale del mercato della Comunità europea, ad esempio tramite delle licenze territoriali assolute, a pregiudizio della libera circolazione dei beni e dei servizi.
Nel caso di mancanza del principio di esaurimento il titolare di un marchio, ad esempio, potrebbe impedire che i propri beni approdino su un determinato mercato o che lo facciano solo ad un prezzo da lui scelto. Il principio funge, quindi, da catalizzatore della corretta concorrenza consentendo al titolare dei diritti di decidere riguardo alla distribuzione dei propri prodotti sul mercato ma impedendo che tale potere perduri nel resto della catena distributiva.
Quest'ultima segue le regole riguardanti il principio della libera circolazione che si basano sulla valutazione del rapporto prezzo/quantità/qualità.

## La normativa
Nell'ambito dell'esaurimento del marchio, la Direttiva Europea 2008/95/CE all'articolo 7 recita:
"Esaurimento del diritto conferito dal marchio di impresa
1. Il diritto conferito dal marchio di impresa non permette al titolare dello stesso di vietare l’uso del marchio di impresa per prodotti immessi in commercio nella Comunità con detto marchio dal titolare stesso o con il suo consenso.
2. Il paragrafo 1 non si applica quando sussistono motivi legittimi perché il titolare si opponga all’ulteriore commercializzazione dei prodotti, in particolare quando lo stato dei prodotti è modificato o alterato dopo la loro immissione in commercio. "
Stando alla lettera della direttiva, il principio dell'esaurimento del marchio si applica solo nel caso in cui l'immissione in commercio del bene sia avvenuta all'interno della Comunità, ossia del territorio dell'Unione Europea. In passato si è discusso se questo fosse un limite minimo oppure esclusivo, cioè se l'effetto di esaurimento potesse avvenire anche qualora la prima vendita del bene fosse avvenuta al di fuori della Comunità. Ciò avrebbe avuto conseguenze rilevantissime in quanto permetterebbe l'importazione parallela di beni recanti marchi non contraffatti posti in commercio per la prima volta fuori dal territorio dell'UE, per esempio in Cina. Tuttavia, tale dubbio fu chiarito dalla fondamentale sentenza Silhouette in cui la Corte di Giustizia Europea chiarì che lo standard di cui all'articolo 7.1 della Direttiva Marchi è da considerarsi l'unico possibile. Di conseguenza, la prima vendita avvenuta fuori dal territorio della Comunità non esaurisce i diritti del titolare del marchio nella Comunità stessa.

## Opere e principio di esaurimento

### Opere materiali
L'articolo 4 della direttiva 2001/29 "sull'armonizzazione di taluni aspetti del diritto d'autore e dei diritti connessi nella società dell'informazione", regolando il diritto di distribuzione, prevede che:
"1. Gli Stati membri riconoscono agli autori il diritto esclusivo di autorizzare o vietare qualsiasi forma di distribuzione al pubblico dell'originale delle loro opere o di loro copie, attraverso la vendita o in altro modo.
2. Il diritto di distribuzione dell'originale o di copie dell'opera non si esaurisce nella Comunità, tranne nel caso in cui la prima vendita o il primo altro trasferimento di proprietà nella Comunità di detto oggetto sia effettuata dal titolare del diritto o con il suo consenso".
Dunque le copie materiali di un'opera, realizzate attraverso l'incorporazione delle stesse su supporti che ne permettano la fruizione direttamente, o anche indirettamente tramite appositi strumenti tecnici, una volta immesse nel circuito distributivo all'interno della Comunità Europea dal titolare del diritto o con il suo consenso, non saranno più soggette al controllo da parte dell'autore per quello che riguarda i successivi passaggi di proprietà. 
Il diritto di distribuzione si esaurisce, in questo caso, con il primo atto di vendita o di trasferimento ad altro titolo della proprietà e i successivi atti di trasferimento di quella copia in particolare dell'opera non saranno più soggetti ad autorizzazione da parte dell'iniziale titolare del diritto.

### Opere immateriali
Nell'UE è prevista l'applicazione ai software del principio dell’esaurimento dei diritti: dal momento in cui l'autore ha venduto per la prima volta un esemplare di un programma, si esaurisce il suo diritto alla diffusione ulteriore di tale copia (articolo 4 paragrafo 2 della direttiva 2009/24 relativa alla tutela giuridica dei programmi per elaboratore).
Quando l'autore abbia già ricevuto un compenso per la sua opera, che sia stata resa disponibile tramite download via Internet, egli non può controllarne l'ulteriore distribuzione e neppure vietarne la rivendita. Ciò è quanto ha deciso la Corte di Giustizia dell’Unione europea nella sua sentenza del 3 luglio 2012.
La Corte di Giustizia ha infatti ritenuto che "dal punto di vista economico, la vendita di un programma per elaboratore su CD-ROM o DVD e la vendita di un programma per elaboratore mediante download via Internet sono analoghe. Infatti, la modalità di trasmissione on‑line è l'equivalente funzionale della fornitura di un supporto informatico tangibile. L'interpretazione dell'articolo 4, paragrafo 2, della direttiva 2009/24 alla luce del principio della parità di trattamento conferma che l'esaurimento del diritto di distribuzione previsto da tale disposizione diviene efficace a seguito della prima vendita della copia di un programma per elaboratore nell'Unione da parte del titolare del diritto d'autore o con il suo consenso, indipendentemente dalla questione se la vendita riguardi una copia tangibile o intangibile del programma stesso" (paragrafo 61 della sentenza della Corte di Giustizia nella causa C‑128/11).

## Negli Stati dell'Unione Europea

### Italia
In Italia il principio è previsto dall'art. 5 del codice della proprietà industriale:
1. Le facolta' esclusive attribuite dal presente codice al titolare di un diritto di proprietà industriale si esauriscono una volta che i prodotti protetti da un diritto di proprietà industriale siano stati messi in commercio dal titolare o con il suo consenso nel territorio dello Stato o nel territorio di uno Stato membro della Comunità europea o dello Spazio economico europeo.
2. Questa limitazione dei poteri del titolare tuttavia non si applica quando sussistano motivi legittimi perché il titolare stesso si opponga all'ulteriore commercializzazione dei prodotti, in particolare quando lo stato di questi è modificato o alterato dopo la loro immissione in commercio.
..."
e dall'art. 17 della Legge 22 aprile 1941 n. 633:
1. Il diritto esclusivo di distribuzione ha per oggetto la messa in commercio o in circolazione, o comunque a disposizione, del pubblico, con qualsiasi mezzo ed a qualsiasi titolo, dell'originale dell'opera o degli esemplari di essa e comprende, altresì, il diritto esclusivo di introdurre nel territorio degli Stati della Comunità europea, a fini di distribuzione, le riproduzioni fatte negli stati extracomunitari.
2. Il diritto di distribuzione dell'originale o di copie dell'opera non si esaurisce nella Comunità europea, se non nel caso in cui la prima vendita o il primo atto di trasferimento della proprietà nella Comunità sia effettuato dal titolare del diritto o con il suo consenso.
3. Quanto disposto dal comma 2 non si applica alla messa a disposizione del pubblico di opere in modo che ciascuno possa avervi accesso dal luogo e nel momento scelti individualmente, anche nel caso in cui sia consentita la realizzazione di copie dell'opera.
4. Ai fini dell'esaurimento di cui al comma 2, non costituisce esercizio del diritto esclusivo di distribuzione la consegna gratuita di esemplari delle opere, effettuata o consentita dal titolare a fini promozionali, ovvero di insegnamento o di ricerca scientifica."
I diritti dell'autore sulle vendite successive di opere d'arte e di manoscritti sono espressi nell'art. 144 della Legge 22 aprile 1941 n. 633:
1. Gli autori delle opere d'arte e di manoscritti hanno diritto ad un compenso sul prezzo di ogni vendita successiva alla prima cessione delle opere stesse da parte dell'autore.
2. Ai fini del primo comma si intende come vendita successiva quella comunque effettuata che comporta l'intervento, in qualità di venditori, acquirenti o intermediari, di soggetti che operano professionalmente nel mercato dell'arte, come le case d'asta, le gallerie d'arte e, in generale, qualsiasi commerciante di opere d'arte.
3. Il diritto di cui al comma 1 non si applica alle vendite quando il venditore abbia acquistato l'opera direttamente dall'autore meno di tre anni prima di tali vendite e il prezzo di vendita non sia superiore a 10.000,00 euro. La vendita si presume effettuata oltre i tre anni dall'acquisto salva prova contraria fornita dal venditore